# Vinicio Marinucci
Vinicio Marinucci (* 26. Juni 1916 in Ancona; † 18. Februar 2001 in Rom) war ein italienischer Drehbuchautor und Filmregisseur.

## Leben
Marinucci studierte Rechtswissenschaften und arbeitete als Journalist, Theater- und Filmkritiker. Er schrieb Aufsätze und Romane und war ab 1949 fleißiger Drehbuchautor für Unterhaltungsfilme, die fast ausnahmslos Publikumserfolge wurden. Neben Regiearbeiten für das Fernsehen drehte er zwei Filme im Mondo-Stil. 1946 hatte Marinucci das „Sindacato Nazionale Giornalisti Cinematografici Italiani“, den Verband der Filmjournalisten, gegründet, dem er bis 1986 vorstand.

## Filmografie (Auswahl)
- 1950: Mädchen im Schaufenster (La ragazza in vetrina)
- 1952: Andere Zeiten (Altri tempi)
- 1956: Die Rache der roten Göttin (La grande savana)
- 1959: Theaterträume (Il mondo dei miracoli)
- 1960: Die Hölle am gelben Fluß (Apocalisse sul fiume giallo)
- 1961: Mädchen im Schaufenster (La ragazza in vetrina)
- 1963: Mondo nudo (II. Teil) (I piaceri nel mondo) (& Regie)
- 1970: Der letzte Tanz des blonden Teufels (Un beau monstre) (Dialoge)
- 1970: Rancheros (Prima ti perdono… poi t'ammazzo!)
- 1972: Kerzenlicht (Les feux de la chandeleur) (Dialoge)
- 1973: Auch Killer müssen sterben (La Mano Nera)